# 通用电气7FDL系列柴油机
通用电气7FDL系列柴油机是美国通用电气运输系统分公司设计制造的一个四冲程中速柴油机产品系列，该系列柴油机均采用9英寸（228.6毫米）缸径和10.5英寸（266.7毫米）冲程，气缸排列形式为45°夹角的V形排列，并提供8气缸、12气缸、16气缸等不同等级的型号，输出功率范围涵盖1,400马力至4,400马力。
7FDL系列柴油机从1950年代开始被广泛应用于通用电气公司制造的各种柴油机车，包括“通用”系列、“Dash 7”系列、“Dash 8”系列、“Dash 9”系列以及AC4400CW型柴油机车。该系列柴油机除了用于铁路牵引动力外，也可以用于船舶动力和固定发电装置；船用柴油机则在型号中以“M”代替“L”，即7FDM系列柴油机；固定发电装置用柴油机则在型号中以“S”代之，即7FDS系列柴油机。

## 发展历史
7FDL系列柴油机的历史可追溯至库珀贝西默公司于1940年代推出的FWL-6型柴油机，这是一款六气缸、直列式的四冲程柴油机，缸径和冲程分别为9英寸和10.5英寸，这种柴油机最早被装用于500马力的通用电气70吨调车柴油机车。1950年代初，库珀贝西默公司研制了V形气缸排列的FVL系列柴油机，其中FVL-12型柴油机首先被用于通用电气公司出口澳大利亚的昆士兰铁路1150型柴油机车。
1953年，通用电气公司结束了与美国机车公司的合作关系，正式进军干线柴油机车市场，随后试制了一组UM20B型柴油机车，这组机车使用经过强化的FVBL-8型柴油机（1200马力）和FVBL-12型柴油机（1600马力），这两种柴油机首先在实验室中以每平方厘米15.8公斤的平均有效压力的工作情况下运转两年，然后又以每平方厘米13.6公斤的平均有效压力的工作情况下装上UM20B型柴油机车进行试验。与此同时，通用电气公司与库珀贝西默公司签订了合作协议，允许通用电气公司可自行对FVBL系列柴油机作进一步开发。
1956年，通用电气公司向市场推出“通用”系列柴油机车（Universal series），最初的“通用”系列柴油机车均以出口为主，大多装用FWBL-6、FVBL-8、FVBL-12型柴油机，单缸功率为150～165马力。1959年，随着U9B、U9C型柴油机车的停产，通用电气公司亦不再生产六缸直列的FWBL-6型柴油机。由于无需再区分直列气缸或V形气缸，因此型号当中的英文字母“W”（代表直列气缸）和“V”（代表V形气缸）被消除，此后加上柴油机强化程度和平均有效压力的进一步提高，经过不断的技术改进最终形成了著名的7FDL系列柴油机产品线。

## 结构特点
7FDL系列柴油机采用整体铸造的铸铁机体以便与发电机机座连接，由轻型钢板焊接而成的油底壳密封安装在机体底部。柴油机的发电机端设置有两个主轴承，7FDL系列柴油机为了增加曲轴的强度和刚度，将主轴颈直径从FVBL系列柴油机的184毫米增大到203毫米，曲柄销从184毫米增大到189毫米，同时把连杆轴瓦厚度从7.9毫米改变5.5毫米，这样既强化了曲轴又可以沿用原本的连杆组件。柴油机采用主副连杆的布置以允许在高功率下运转。
最初的FVAL、FVBL系列柴油机采用带花键的凸轮轴和由滚珠轴承支承的齿轮驱动装置，后来为了提高柴油机的可靠性和经济性，7FDL系列柴油机取消了滚珠轴承以及凸轮轴空转齿轮，并用分段凸轮轴取代了整体凸轮和花键凸轮，凸轮轴是由多段合金锻造的分段凸轮轴段组成，并且用螺栓彼此连接为一体，这样除了便于凸轮轴的移出和检修，也改善了凸轮轴和阀操纵机构的工作条件。气缸套的材质为高强度铸铁，安装在薄壁铸铁的湿式水套内；气缸套壁厚度最初为5.5毫米，虽然冷却效果良好但曾经发生腐蚀问题，因此后来将缸套壁厚度增加到8.1毫米。
7FDL系列柴油机最初采用整体铸铁活塞，利用活塞循环运动产生的“鸡尾振荡”式冷却。试验结果显示，铸铁活塞在平均有效压力超过每平方厘米16.8公斤时还能保持较高的可靠性， 但是若果平均有效压力超过每平方厘米19.7公斤，铸铁活塞则基本上已达到了其工作能力的极限。因此，通用电气公司后来又研制了性能优良的钢顶铝裙组合式活塞，并且从1970年开始在大功率的U36B型柴油机车上装车使用，后来还成为所有7FDL系列柴油机的标准配置。